# Nahuatlisme
Un nahuatlisme, appelé également aztéquisme, est un mot de la langue espagnole qui a pour origine le nahuatl. De nombreux nahuatlismes sont connus uniquement dans la variante de l'espagnol du Mexique où l'on trouve la grande majorité des locuteurs du nahuatl. D'autres sont passés dans diverses langues, presque toujours via des emprunts de l'espagnol. L'utilisation des nahuatlismes dans la langue espagnole est un des traits caractéristiques de l'espagnol mexicain.  Étant un thème de grande importance, il existe un grand nombre d'études sur la fréquence des usages et sa prévalence dans les différentes couches de la population au Mexique. Ces questions sont l'objet de nombreuses controverses.

## Origine et usage actuel des nahuatlismes
Les nahuatlismes ont commencé à entrer dans le lexique de la langue espagnole depuis le contact entre les hispanophones et les peuples parlant le nahuatl, établis en Mésoamérique. Il a débuté au XVIe siècle. De la même manière qu'aux Antilles, où les Espagnols adoptèrent de nombreux mots taínos, en Mésoamérique ils ont également emprunté des mots des langues indigènes, principalement du maya et du nahuatl. Ces mots étaient employés pour décrire des concepts qui étaient inconnus des Européens, ou bien ont remplacé des mots espagnols. L'histoire des relations entre le nahuatl et l'espagnol n'a pas été simple. Pour pouvoir comprendre les natifs, les Espagnols ont fait appel dans un premier temps à des interprètes qu'ils appelèrent « lenguas ». Les premières « lenguas » sont Gerónimo de Aguilar et La Malinche. Peu de temps après la Conquista, les missionnaires se sont chargés d'apprendre les langues des peuples qu'ils souhaitaient christianiser. Dans le cas du nahuatl, on distingue les travaux de Bernardino de Sahagún, Toribio de Benavente et d'autres, qui ont légué des grammaires et des vocabulaires de cette langue. La diversité linguistique mésoaméricaine est la raison pour laquelle de l'adoption du nahuatl comme langue commune, de sorte que de nombreux peuples ont appris cette langue pour simplifier la communication. La reconnaissance du nahuatl de la part de la Couronne d'Espagne comme langue commune a favorisé sa diffusion dans le vaste territoire de la Nouvelle Espagne depuis le Sinaloa jusqu'au Costa Rica. Par la suite, durant le règne de Charles III d'Espagne, les autorités coloniales ont favorisé l'élimination des langues indigènes, y compris le nahuatl, et la castillanisation de tous les peuples indigènes. La mesure à l'époque est rejetée par les Franciscains.
Malgré cela de nombreux mots sont passés du nahuatl à l'espagnol. L’interaction entre l'espagnol et le nahuatl ne se réduit pas au moment de la Conquista ou de la période coloniale, mais continue au XXIe siècle d'autant plus que la langue des Mexicas est la langue indigène avec le plus grand nombre de locuteurs au Mexique. L'emploi des nahuatlismes est l'objet de discussions entre les chercheurs intéressés par le sujet. Il est dit que son utilisation est plus élevée dans les zones rurales que dans les zones urbaines, dans la mesure où beaucoup d'entre eux se réfèrent à des outils, des techniques, des objets qui ont disparu dans des contextes urbains. D'autres ont disparu du langage courant, mais sont conservés dans les dictons populaires.

## Traits phonétiques des nahuatlismes
Le nahuatl et l'espagnol se différencient par leur répertoire phonétique. Certains phonèmes sont très fréquents dans le nahuatl — par exemple /t͡ɬ/, /t͡s/ ou /ʃ/ — ont subi des transformations plus ou moins cohérentes quand ils sont passés dans les nahuatlismes. Certains de ces changements sont les suivants :
- Le phonème [t͡ɬ] à la fin d'un mot a été modifié de différentes manières. Dans certains cas, on a ajouté un [e] et le phonème final [t͡ɬ] s'est transformé en [t], produisant de nombreuses terminaisons -te. Par exemple dans les mots elote (<élotl), metate (<metatl) ou petate (<pétatl). Dans d'autres cas [t͡ɬ] à la fin du mot s'est transformé en [l], comme dans les cas des mots comme cempasúchil (<cempoalxóchitl). Enfin dans d'autres, le phonème en question a disparu dans l'énonciation. Par exemple tiza.
- Le son [t͡ɬ] au début ou au milieu du mot est généralement passé intact du nahuatl à l'espagnol. Par exemple xoloitzcuintle (<xoloitzcuintli), tlacoyo (<tlatlaoyoh) ou tlapalería (<tlapalli).
- La combinaison -[ɬ:i] à la fin du mot a été fréquemment transformée en -[le]. C'est-à-dire, le l long du nahuatl a été changé en l espagnol, et la voyelle antérieure fermée a été transformée en voyelle antérieure ouverte. Les exemples de ce changement phonologiques sont abondants, nous pouvons citer atole (<atolli), pinole (<pinolli), pozole (<pozolli). Dans d'autres cas la voyelle finale a disparu pour laisser uniquement -[l], dans ces cas nous avons tamal (<tamalli), (xalcalli) et escamol (azcamolli).
- Le son [t͡s] a été fréquemment transformé en [t͡ʃ] dans les nahuatlismes. On peut citer La Malinche (<Malintzin), chicle (<tzictli) et apapacho (<papatzoa). Dans d'autres cas, le trait occlusif du phonème dans la langue nahuatl a disparu et est devenu la fricative [s] à l'espagnol; c'est le cas des mots comme escuincle (<itzcuintli), huauzontle (<huauhtzontli) ou zapote (<tzápotl). Il est intéressant d'observer que ce son [s] s'écrit généralement avec un z dans les nahuatlismes, comme marque étymologique.
- Le son [ʃ] a subi des modifications similaires à celles qui ont eu lieu pour l'espagnol aux alentours du XVIe siècle. Dans certains cas, il s'est transformé en [s], par exemple Súchil (<Xóchitl.) Dans d'autres mots il se transforme en [j]: ajolote (<axólotl), jonote (<xónotl). Il est resté intact dans des rares cas, comme mixiote (<mexiotl) ou xoloitzcuintle.

## Toponymes d'origine nahuatl
Les toponymes d'origine nahuatl sont nombreux dans le centre du Mexique. Dans les États de Mexico, Morelos, Puebla, Veracruz, Tlaxcala et Guerrero la majorité des municipios portent des noms d'origine nahuatl. Toutefois, la toponymie nahuatl se rencontre depuis le Sinaloa jusque dans la province de Guanacaste (Costa Rica). De nombreux toponymes nahuas se sont imposés sur les noms que les Espagnols donnèrent aux hameaux indigènes existants à leur arrivée, comme dans le cas de Tepeaca (<Tepeyácac) que Hernán Cortés avait appelé Segura de la Frontera. Dans de nombreux cas, le nom du saint patron que les religieux espagnols leur ont attribué est passé avant les toponymes originaux. Dans le cas du Mexique, après l'indépendance on a ajouté aux noms des villes le nom de certaines personnalités notables; C'est le cas de Toluca de Lerdo, Miahuatlán de Porfirio Díaz ou Cuautepec de Hinojosa.

## Études sur le lexique d'origine nahuatl
Les premières études systématiques à ce sujet ont été réalisées au XIXe siècle, et l’œuvre de Cecilio Robelo est à cet égard exemplaire. Cet auteur mexicain a enquêté sur la toponymie autochtone des États du centre du Mexique et a systématisé un dictionnaire des aztéquismes, dans lequel il a rassemblé plus de 2000 mots, dont des toponymes, des gentilés et des mots d'usage courant. De plus Robelo a accordé une importance particulière aux dictons dans lesquels des mots autochtones apparaissent. Selon l'auteur, seule la connaissance des aztèquismes pourrait permettre l'enseignement complet de l'espagnol tel qu'il se parle au Mexique.